# Víctor Sánchez Mata
Víctor Sánchez Mata (* 8. September 1987 in Terrassa, Provinz Barcelona) ist ein spanischer ehemaliger Fußballspieler.

## Karriere
In der Saison 2006/2007 war er in der dritten Mannschaft des FC Barcelona unumstrittener Stammspieler und bestritt 36 Spiele, in denen er sieben Tore erzielte. In der Saison darauf spielte er, unter Pep Guardiola als Trainer, in der zweiten Mannschaft. Dem Team gelang in der Saison 2007/08 der Aufstieg in die Segunda División B. Sein Debüt für die Profis gab Sánchez am 2. Januar 2008 beim 2:2 gegen CD Alcoyano in der Copa del Rey. Nach der Entlassung von Frank Rijkaard wurde Sánchez vom neuen Cheftrainer Guardiola in die erste Mannschaft berufen. Sánchez bestritt in dieser Saison 12 Spiele für die erste Mannschaft, wurde aber zusätzlich auch in der Reservemannschaft eingesetzt.
In der Saison 2009/10 spielte er leihweise bei Deportivo Xerez. Auch in der Saison 2010/11 spielte er auf Leihbasis, diesmal beim spanischen Erstligisten FC Getafe. Im Juli 2011 wurde er von Neuchâtel Xamax verpflichtet. Sein dortiger Vertrag verlor allerdings bereits im Januar 2012 seine Gültigkeit, nachdem Xamax zunächst die Lizenz entzogen worden war und der Klub wenig später Konkurs anmeldete.
Am 31. Januar 2012 gab der spanische Erstligisten Espanyol Barcelona die Verpflichtung von Víctor Sánchez bekannt. Damit folgte er seinem Teamkollegen Kalu Uche. Nach acht Jahren lief sein Vertrag aus und nach drei Monaten ohne Verein unterschrieb er bei Western United.

## Erfolge
FC Barcelona
- Spanische Meisterschaft: 2009
- Spanischer Pokal: 2009
- UEFA-Champions-League-Sieger: 2009